# Kemençe

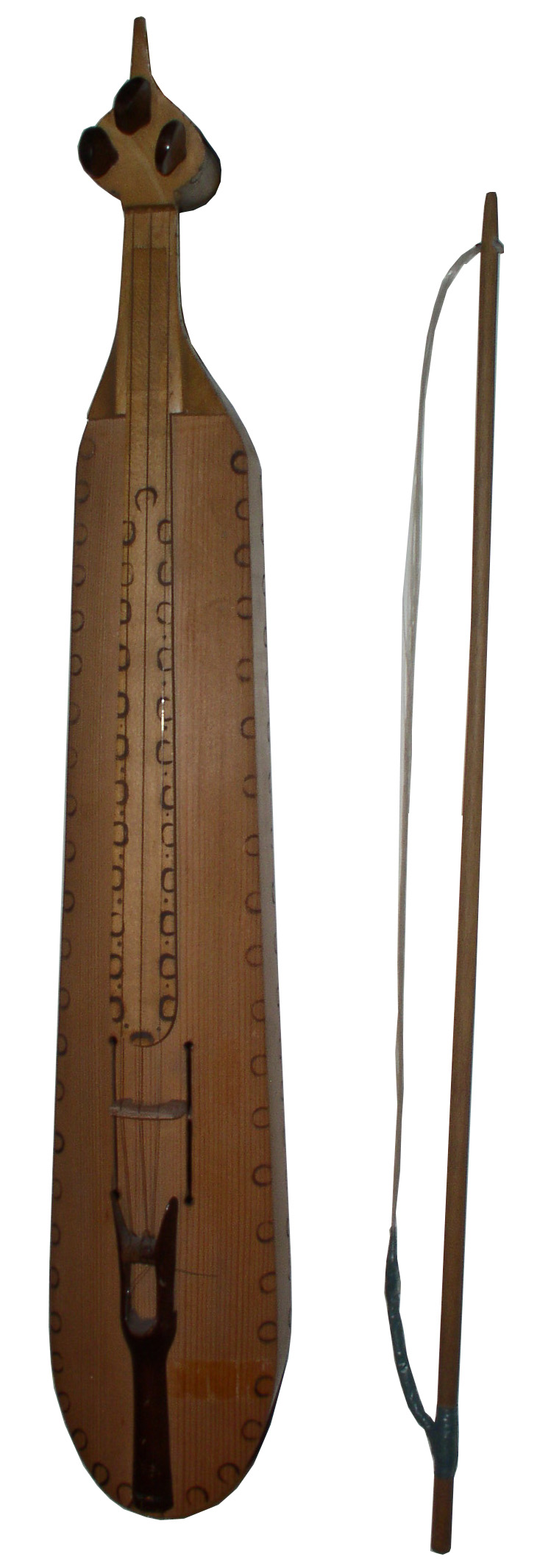
Karadeniz kemençesi

Kemençe heißen zwei türkische gestrichene Kastenhalslauten, die sich in ihrer Bauform und musikalischen Verwendung unterscheiden. Karadeniz kemençesi ist eine schlanke bootsförmige Laute mit einem charakteristischen tropfenförmigen Wirbelkasten, die in der Volksmusik der östlichen türkischen Schwarzmeerküste gespielt wird. In Griechenland ist dasselbe dreisaitige Instrument als pontische Lyra bekannt. Die in der klassischen türkischen Musik eingesetzte fasıl kemençesi, auch armudi kemençe, besitzt einen birnenförmigen Korpus und ist mit mehreren europäischen Lauten wie der kretischen Lyra und der bulgarischen gadulka verwandt.

## Etymologie
Das Wort kemençe kommt vom altpersischen kamānča. Der Wortstamm kemen (persisch kamān) heißt „Bogen“ und bezeichnet heute im Türkischen die europäische Violine. Die Endung -çe nimmt die Stelle des persischen Diminutivsuffixes -ča ein und ist in den Turksprachen wie -ce, -ca und ça (je nach Lautangleichung) ein Wortbildungssuffix. Es bezeichnet die Eigenschaft kemençe, aus dem Türkischen wörtlich zu übersetzen als „bogenartig“ oder „mit einem Bogen (gespielt)“. Die Eigenschaft wurde zum Substantiv kemençe, sinngemäß übersetzt „die mit dem Bogen Gespielte“.
Keman oder kamān ist auch im Namen der persischen klassischen Stachelfiedel kamānča, der Stachelfiedel kabak kemane, die in der türkischen Volksmusik gespielt wird, und weiterer Stachelfiedeln in der Region enthalten: Armenien (kemancha), Aserbaidschan (kamancha) und Georgien (kemanche). Die kaman ist eine in Armenien vorkommende Kurzhalslaute und die kamaica eine Schalenhalslaute im Nordwesten Indiens. Die Stachelfiedeln sind nicht mit der kemençe formverwandt.

## Herkunft und Verbreitung
Zum Wortumfeld  kamān gehören drei Typen gestrichener Lauteninstrumente:
- mit dem Bogen gestrichene Spießlauten:

Der älteste, persische Name, kamānča, und die meisten anderen Namen stehen für Instrumente, die lange Hälse und einen kleinen Korpus aus Bronze, Holz, Kokosnuss oder Kürbis besitzen. Dazu gehört auch die türkische Kabak-Kemane. Diese Instrumente entsprechen den ersten, bei arabisch schreibenden, oft aus Zentralasien stammenden Schriftstellern ab dem 11. Jahrhundert erwähnten, mit einem Bogen gestrichenen Saiteninstrumenten. Der Ausgangspunkt für die Entwicklung dieser Streichinstrumente des kamānča-Typs, insbesondere für das Spiel mit dem Bogen, ist in Ḫwarizm, im sogdischen Transoxanien und Ḫorasân, also etwa im Gebiet des heutigen Ostiran, Nordafghanistan, Turkmenistan und Usbekistan, zu suchen.
- mit dem Bogen gestrichene Kurzhalslauten:

Zu ihnen gehören die unten beschriebene türkische karadeniz kemençesi und die armudi kemençe oder fasıl kemençe. Ähnliche Instrumente sind die pontische lyra in Griechenland und die bulgarische gadulka.
- moderne Instrumente der europäischen Geigenfamilie:

Violine und Viola verdrängen sowohl in der traditionellen Kunstmusik als auch in der Volksmusik der betroffenen Länder, z. B. in Ägypten, immer mehr die ursprünglichen mit dem Bogen gestrichenen Kurzhals- und Langhalslauten und übernehmen dabei manchmal deren traditionelle Namen.

## Fasıl kemençesi

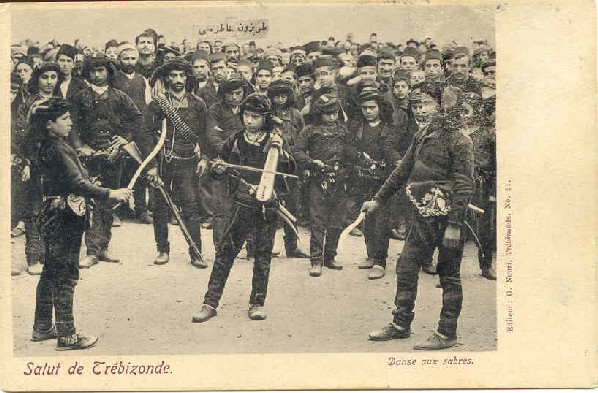
Säbeltanz mit Kemençe

Die „Klassische Kemençe“ heißt eigentlich armudi kemençe („Birnen-Kemençe“) oder fasıl kemençe (fasıl ist eine instrumentale Vortragsfolge, wörtlich „Abschnitt“). Sie ist ein Instrument der osmanischen Kunstmusik und hat eine Länge von 40–42 cm und eine Breite von 14–15 cm. Ihr Resonanzkörper, der einer halben Birne ähnelt, ihr Hals und die ellipsenförmig gewundene Endung des Halses sind aus einem einzigen ausgehöhlten Stück Holz geschnitzt. Auf der Decke befinden sich zwei große D-förmige Schalllöcher, deren Ränder nach außen stehen. An der Rückseite des Instrumentes befindet sich eine Rille. Die „Klassische Kemençe“ hat traditionell drei Saiten, die meist auf d1, g1 und d2 gestimmt sind. Früher wurden Melodien nur auf der höchsten Saite gespielt, die beiden anderen Saiten wurden gelegentlich für Bordunklänge genutzt. Seit diesem Jahrhundert wird die „Klassische Kemençe“ auch mit vier Saiten gebaut. Ein geübter Spieler bewältigt nun einen Tonumfang von etwa zwei Oktaven.
Beim Spielen wird das schwanzförmige Endstück auf ein Knie gelegt, der Wirbelkasten wird meist an die Brust gelehnt. Die fasıl kemençe kann auch zwischen den Knien gehalten werden. Ihre Saiten befinden sich 7–10 mm über Körper und Stiel des Instrumentes. Sie werden nicht mit den Fingern auf das Griffbrett niedergedrückt, sondern mit den Fingernägeln tangiert.

## Karadeniz kemençesi

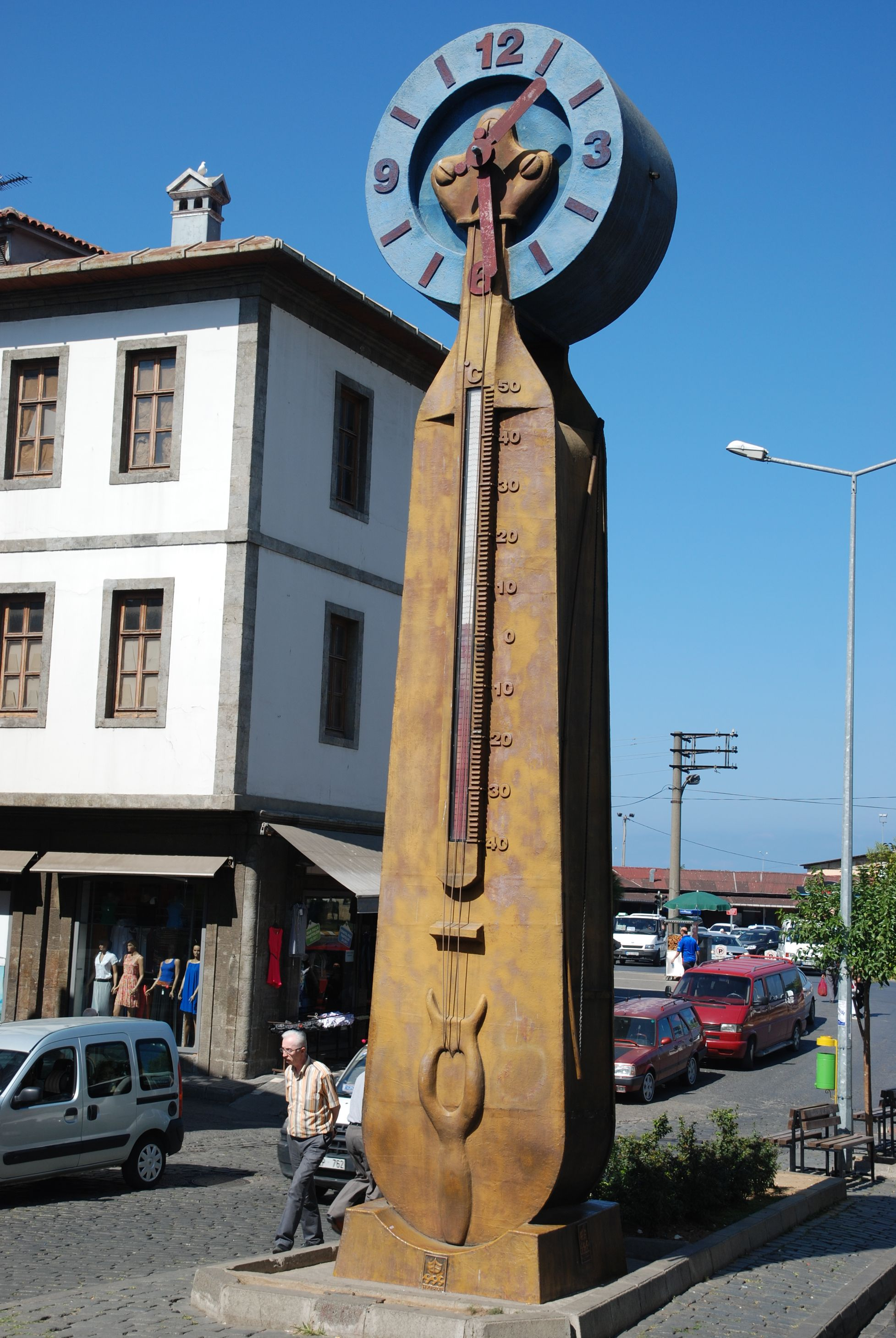
Standbild einer karadeniz kemençesi mit Uhr und Thermometer in Trabzon

Auch die „Schwarzmeer-Kemençe“ mit drei Stahlsaiten wird durch Aushöhlen und Schnitzen aus einem einzigen Stück Holz gefertigt. Sie hat wie viele Volksinstrumente kein Standardmaß und auch keine unveränderliche Form. Heutzutage hat sich im Allgemeinen eine Länge von 56 cm durchgesetzt. Der Resonanzkörper, dessen Ränder rechtwinkelig und dessen Rückenteil flach ist, wird bevorzugt aus dem Holz des Pflaumen- oder Wacholderbaumes gefertigt. Der kurze, kaum abgesetzte Hals besitzt nur eine kurze Grifffläche, da das Instrument meist in der ersten Lage gespielt wird. Das ermöglicht es dem Spieler, die karadeniz kemençesi im Stehen oder beim Tanzen zu spielen, wobei das Instrument mit der linken Hand frei in der Luft gehalten wird. Sitzt der Spieler, hält er sein Instrument zwischen den Knien. Die karadeniz kemençesi wird gerne zur Begleitung von Tänzen und Liedern, aber auch zum solistischen Vortrag gespielt. In der östlichen Schwarzmeerregion gilt sie vergleichbar der Sackpfeife tulum im bergigen Hinterland als das führende Volksmusikinstrument. Die musikalischen Regionen der von Bauern gespielten karadeniz kemençesi im Küstenbergland und des tulum der Viehhirten in den höheren Bergen stehen in Beziehung zueinander. Kemençe-Spieler übernehmen auch die Melodien von Tulum-Liedern. Die Saiten sind im Abstand von Quarten gestimmt, wodurch Melodien in Quartparallelen leicht gespielt werden können. Wird die Melodie nur auf der obersten oder der mittleren Saite gespielt, fungieren die beiden Saiten darunter oder die Saite darüber als Bordun.
Bekannte Kemençe-Spieler sind Picoğlu Osman (1901–1946), Bahattin Çamurali (1931–1991), Katip Şadi (* 1932) und Birol Topaloğlu (* 1965).